# 名古屋港管理組合

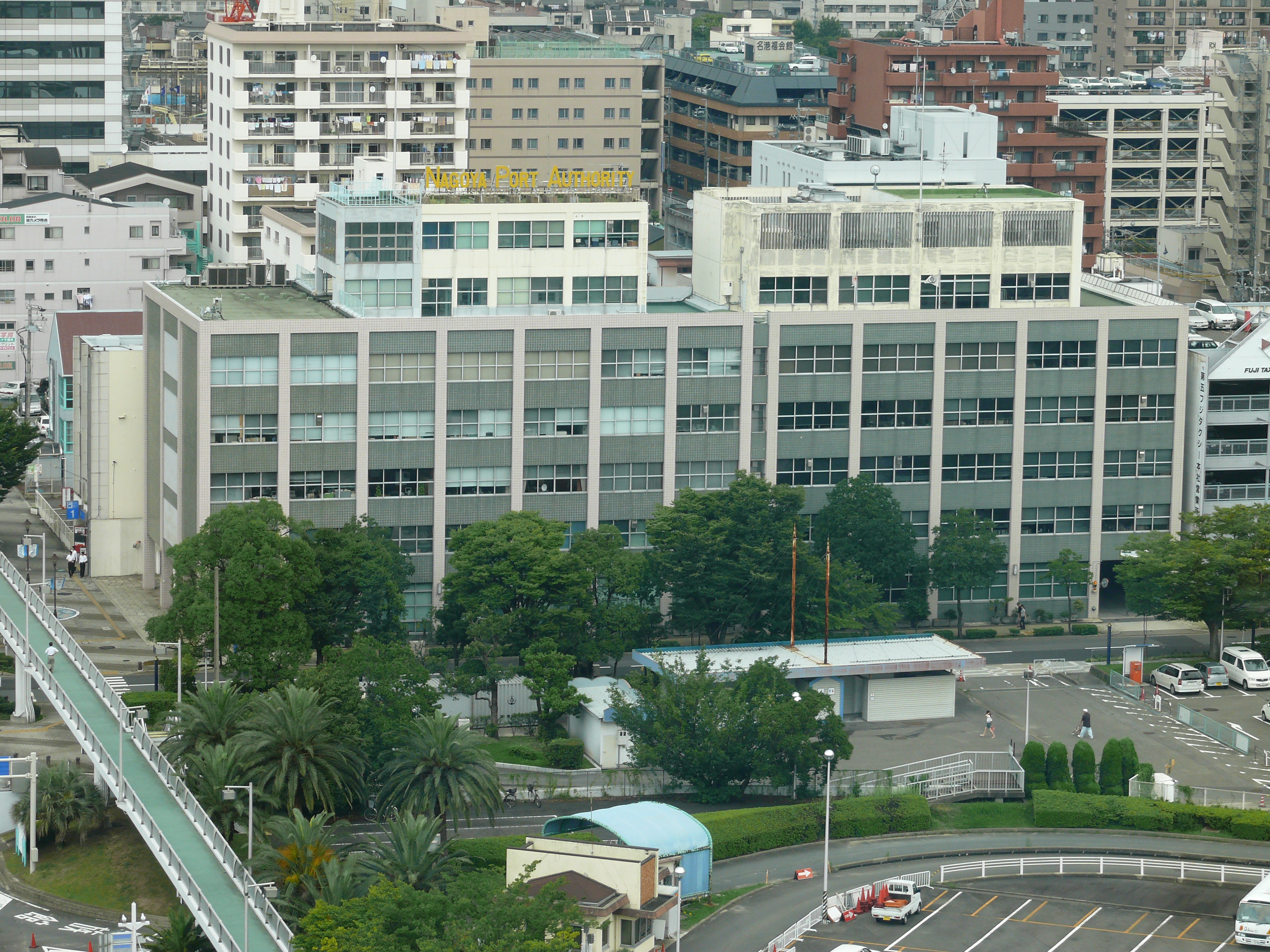
旧本庁舎

名古屋港管理組合（なごやこうかんりくみあい、Nagoya Port Authority）は、名古屋港の開発を目的として、1951年（昭和26年）9月8日に設立された特別地方公共団体（一部事務組合）である。

## 概要
愛知県、名古屋市が母体となって設立され、名古屋市と周辺市村にまたがる名古屋港の管理業務を行っている。港湾整備事業（施設運営事業及び埋立事業）については、地方公営企業法の財務規定が適用されている。
組合の管理者は愛知県知事と名古屋市長が2年ごとの交代制。副管理者は愛知県知事および名古屋市長の推薦と組合議会の同意による常勤1名、非常勤2名からなる。
組合議会の定員は30名からなり、選出母体は愛知県議員から県議会が15名を選出し、名古屋市会議員から市会が15名を選出する。任期は2年。
組合の経費は愛知県が50％を、名古屋市が50％を負担する。
本庁舎は名古屋市港区の名古屋市営地下鉄名港線 名古屋港駅1番出口すぐの位置にある。

## 組織

### 議決機関
- 議会（愛知県議15名、名古屋市議15名）
  - 議会事務局
    - 議事課

### 執行機関
- 管理者（愛知県知事または名古屋市長） 
  - 副管理者（常勤1名、非常勤2名）
    - 企画調整室
    - 総務部
    - 港営部
    - 建設部

  - 会計管理者
    - 出納室
- 監査委員（愛知県監査委員、名古屋市監査委員、組合議会議員）
  - 監査委員事務局
    - 監査課

## 本庁舎所在地
- 〒455-0033：愛知県名古屋市港区港町1-11

## 設置施設
いずれも、当組合が設置者となっており、管理運営は指定管理者の公益財団法人名古屋みなと振興財団が行っている。
- 名古屋港水族館
- 名古屋港ポートビル
- 名古屋海洋博物館
- 南極観測船ふじ